# Dat Gröne Hus

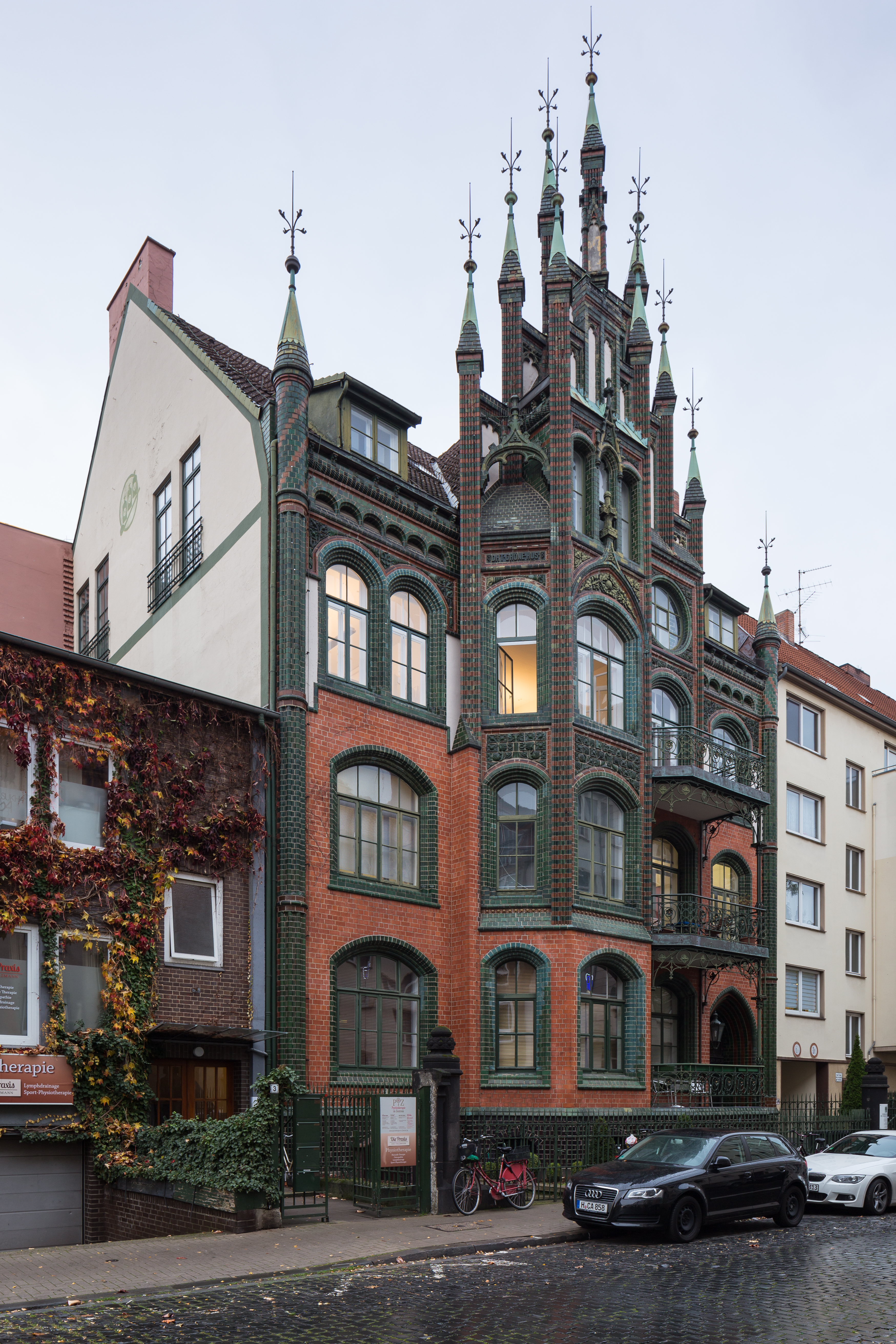
Dat Gröne Hus

Dat Gröne Hus (auch: Haus Gröne) ist ein dreigeschossiger Bau mit gotischen und Jugendstil-Elementen in Hannover mit der Adresse Sextrostraße 1. Das Gebäude wurde 1899 durch den Architekten Karl Börgemann (1851–1938), einem Vertreter der Hannoverschen Architekturschule, für den Kaufmann Simon Gröne errichtet. Gröne war durch den Betrieb von Ziegeleien zu Wohlstand gekommen. Später übernahm Hans Otto Voss das Gebäude und richtete hier ab 1919 den Forschungs- und Produktionsbereich seiner Arzneimittelfabrik ein. Heute finden sich eine Rechtsanwaltskanzlei, ein Zahnarzt und ein Architekturbüro im Gebäude.
Das Backsteinmauerwerk trägt grüne Akzente durch grünglasierte Ziegel oder Kacheln, die Bezug auf den Namen des Eigentümers (Gröne) nehmen. Der Mittelrisalit ist relativ flachgehalten und zeigt sich als mehreckiger Vorbau. Oberhalb des Risaliten präsentiert sich der Staffelgiebel mit Aufsätzen, die Kupferhelme tragen. Der Massivbau ruht auf einem recht hohen Sockel und trägt ein Satteldach.
Die Denkmaleigenschaft als einzelnes Baudenkmal nach § 3 Abs. 2 NDSchG sieht das Niedersächsische Landesamt für Denkmalpflege in der „beispielhafte[n] Ausprägung eines Privatwohnhauses in repräsentativer neugotischer Bauweise mit straßenseitiger Schaufassade durch reichhaltige Verwendung von Formsteinen, Glasierungen und reich bekröntem Treppengiebel mit Fialen (...).“ Zudem wird die Urheberschaft Börgemanns als architekturgeschichtliches Kriterium herangezogen, weil es sich um ein solitäres Werk in seinem Œuvre handelt.